# 乔治·麦肯齐
乔治·麦肯齐（英語：George McKenzie，1900年9月22日—1941年4月5日），英国男子拳击运动员，1922年成为职业选手。他曾代表英国参加1920年夏季奥林匹克运动会拳击比赛，获得男子雏量级铜牌。